# Royal Bhutan Army FC
Royal Bhutan Army FC is een voetbalclub uit Thimphu, Bhutan.
De ploeg is eenmalig kampioen van Bhutan. In 1986 werd de allereerste A-Divisie gewonnen. De ploeg zou in 1996 van naam veranderd zijn in Druk Pol FC maar dit klopt niet. Royal Bhutan Police FC is Druk Pol geworden en Royal Bhutan Army FC speelt in 2008 nog steeds in de A-Divisie. De ploeg speelt in het Changlimithangstadion.

## Gewonnen prijzen
- A-Divisie
  - Winnaar (1): 1986